# Ergokalciferol
Êrgokalciferól ali vitamin D2 je eden izmed vitaminov D, ki nastane po obsevanju ergosterola z ultravijoličnimi žarki. Vir ergokalciferola so določena živila in prehranski dodatki. Uporablja se za preprečevanje in zdravljenje pomanjkanja vitamina D, na primer zaradi slabe absorpcije (vsrkanja) vitamina D iz prebavil. Uporablja se lahko tudi pri hipokalciemiji zaradi hipoparatiroidizma. Daje se peroralno (skozi usta) ali intramuskularno (v mišico).
Pri prevelikem odmerjanju lahko pride do povečanega izločanja seča, povišanja krvnega tlaka, nastanka ledvičnih kamnov, telesne oslabelosti in zaprtja. Pri dolgotrajnejšem vnašanju prevelikih odmerkov lahko pride do pojava poapnevanja v tkivih po telesu. Uporaba normalnih odmerkov je med nosečnostjo varna. Ergokalciferol je neaktivna oblika vitamina D; po presnovi v telesu nastane aktivna oblika (erkalcitriol), ki pospeši absorpcijo kalcija iz prebavil. Gre za vitamin D rastlinskega izvora, vsebujejo pa ga tudi nekatere gobe.
Ergokalciferol so prvič opisali leta 1936.
Uvrščen je na seznam osnovnih zdravil Svetovne zdravstvene organizacije, torej med najpomembnejša učinkovita in varna zdravila, potrebna za normalno zagotavljanje zdravstvene oskrbe. Ergokalciferol je na trgu v obliki generičnih zdravil in je na voljo tudi v zdravilih brez recepta ter v prehranskih dopolnilih.

## Uporaba
Ergokalciferola (za razliko od holekalciferola oziroma vitamina D3) telo sámo ne proizvaja v koži ob izpostavljenosti ultravijolični svetlobi. V telo ga lahko vnašamo s hrano ali prehranskimi dopolnili oziroma zdravili, v telesu pa ima primerljiv učinek kot holekalciferol. Oba, ergokalciferol in holekalciferol, imata recimo podoben učinek pri zdravljenju rahitisa in zmanjševanju pojavnosti padcev pri starejših pacientih. Določeni podatki kažejo na nekoliko nižjo relativno učinkovitost ergokalciferola zaradi slabših farmakokinetičnih lastnosti, kot so absorpcija, vezava na beljakovine in deaktivacija. V metaanalizi podatkov so na primer zaključili, da dokazi načeloma kažejo na boljšo učinkovitost holekalciferola pri zvečanju krvnih ravni vitamina D, vendar pa so potrebne nadaljnje raziskave.

## Mehanizem delovanja
Ergokalciferol je rastlinski sekosteroid, ki nastaja s fotokemičnim razcepom dvojne vezi v steroidni molekuli ergosterola pod vplivom ultravijolične svetlobe.
Kot holekalciferol je tudi ergokalciferolk neaktivna oblika vitamina D, ki se aktivira s presnovo v organizmu. Za nastanek aktivne oblike sta potrebni dve zaporedni hidroksilaciji; s prvo, ki poteka v jetrih, nastane pod vplivom CYP2R1 25-hidroksiergokalciferol (erkalcidiol ali 25-OH D2), z drugo pa v ledvicah pod vplivom CYP27B1 1,25-dihidroksiergokalciferol (erkalcitriol ali 1,25-(OH)2D2). Slednji se veže na receptor za vitamin D in ga aktivira.
Ergokalciferol in njegovi presnovki imajo manjšo afiniteto do vitamin D vežoče beljakovine v krvi v primerjavi z ustrezniki iz skupine D3. Spojine iz skupine vitamina D in njihovi presnovki potujejo po krvi v obliki, vezani na molekule vitamin D vežoče beljakovine. Afiniteta erkalcitriola do vezave na sam receptor za vitamin D pa je primerljiva z afiniteto kalcitriola.
Ergokalciferol in njegovi presnovki se deaktivirajo s hidroksilacijo na položaju 24.